# Terminalia catappa

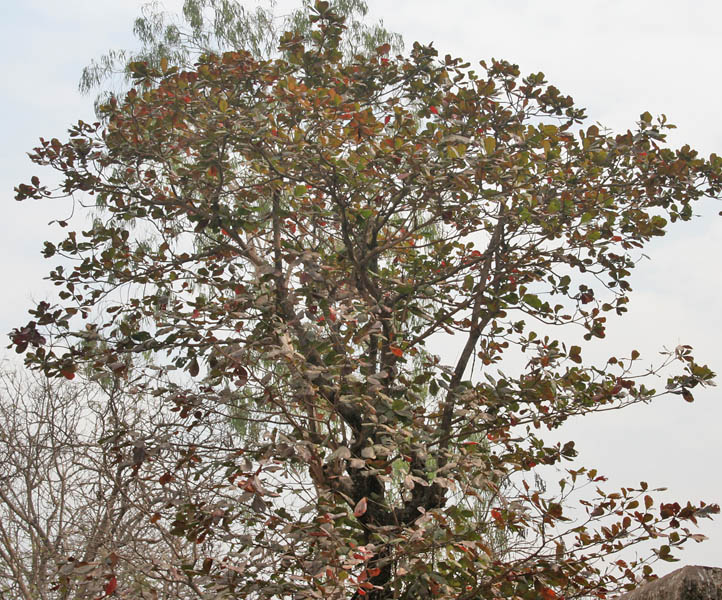
Albero di mandorlo indiano in Bengala.

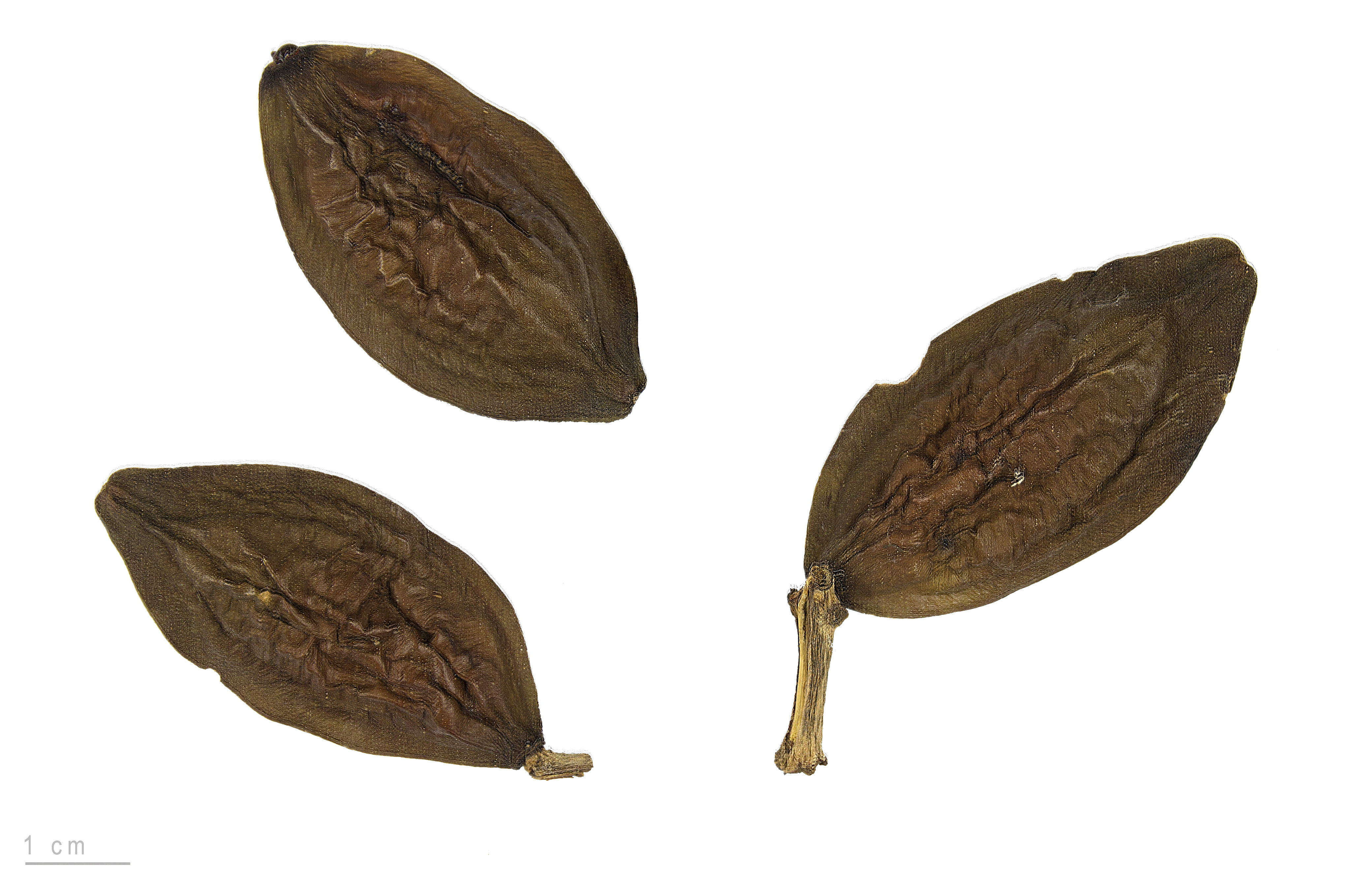
Terminalia catappa

Terminalia catappa (L., 1767), comunemente noto come mandorlo indiano, mirobalano o mirabolano, è un albero appartenente alla famiglia delle Combretacee, che cresce principalmente nelle regioni tropicali dell'Africa, dell'Asia e dell'Indonesia.

## Etimologia
L'epiteto specifico catappa è un adattamento del nome malese (ketapang) per la pianta in questione.

## Descrizione

### Portamento
È un grande albero spogliante alto fino a 20–25 m, con rami inseriti sull'asse principale a mo' di verticillo estesi in orizzontale, producendo un'ombra gradita. Ampi e grandi cordoni radicali.

### Foglie
Disposte in ciuffi, lunghe circa 30 cm e larghe 15 cm, di colore verde brillante, obovate, nascono alla fine dei ramoscelli giovani. Presentano nervature in rilievo e del tomento nella pagina inferiore. Le foglie assumono un colore rosso quando cadono.

### Fiori
Piccoli, di colore biancastro, riuniti in alcune spighe ricurve alla cima dei rami, lunghe circa 15 cm. Le antere sono gialle. La pianta è monoica.

### Frutti
Drupe ovali lunghe circa 5 cm, eduli, con fibra carnosa, che contengono un guscio verde-giallo, rosso a maturazione; la polpa verde sottile e legnosa contiene il seme, simile a una mandorla.

### Corteccia
Di colore grigio-bruno, liscia.

## Distribuzione e habitat
Pianta esclusivamente tropicale, è probabilmente endemica delle Andamane.

## Usi
I semi sono commestibili, sono oleosi e contengono anche il 50% in sostanze tanniche: vengono usati per conciare pelli e in farmacopea.
Le foglie, ricche di tannini e acidi umici con proprietà antibatteriche e antiossidanti, vengono usate in acquariofilia per abbassare il pH e ambrare l'acqua degli acquari (in particolare di quelli che riproducono biotopi acque nere) e migliorare la salute dei pesci e degli invertebrati allevati .